# 北京市建筑设计研究院
北京市建筑设计研究院有限公司（简称北建院、北京建院、BIAD），位于北京市西城区南礼士路62号，是北京市人民政府国有资产监督管理委员会监管企业。

## 简介

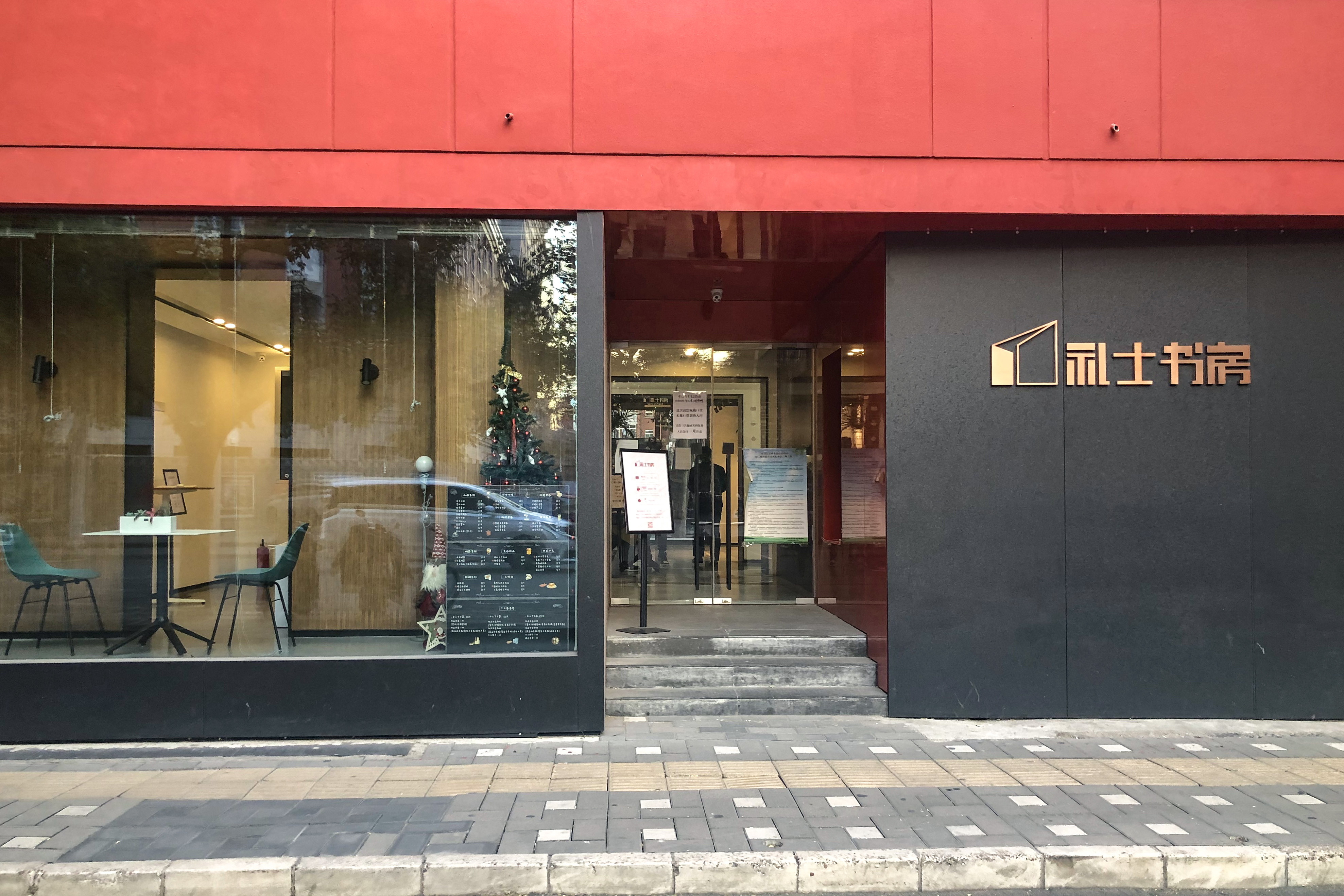
隶属于北京建院的礼士书房

北京市建筑设计研究院有限公司是北京市人民政府出资并按照《中华人民共和国公司法》设立的国有独资公司，是北京市人民政府国有资产监督管理委员会监督管理的一级企业。
1949年，在中华人民共和国成立前夕，公营永茂建筑公司设计部成立。1951年6月，改为公营永茂设计公司。1952年4月，改为北京市建筑公司设计部，隶属北京市建筑公司。1953年3月，改为北京市建筑工程局设计院，隶属北京市建筑工程局。1954年11月，改为北京市设计院。1955年6月，改为北京市规划管理局设计院，隶属北京市规划管理局。1960年4月，改为北京市建筑设计院。1989年7月，改为北京市建筑设计研究院。1992年，成为改革开放后最早进入国际建筑市场的中国内地设计单位之一。2003年，成为北京市人民政府国有资产监督管理委员会监督管理的企事业单位之一。2012年6月，经过转企改制，改为北京市建筑设计研究院有限公司。
1950年代，设计了人民大会堂、中国革命历史博物馆、民族文化宫、中国人民革命军事博物馆、北京工人体育场。1960年代至1970年代，设计了工人体育馆、首都体育馆、北京饭店、毛主席纪念堂。1980年代，设计了中国国际展览中心、昆仑饭店、第11届亚运会场馆。1990年代，设计了首都国际机场2号航站楼、北京西站、恒基中心、东方广场、国际金融大厦、北京植物园温室、西单文化广场。2000年代，设计了国家大剧院、首都国际机场3号航站楼、中国电影博物馆、中国科技馆、中国石油大厦、中国工商银行总行办公楼、凯晨广场、联想研发基地、北京电视中心、全国人大机关办公楼、商务部办公楼改造、清华大学美术学院，以及国家体育馆、五棵松文化体育中心、奥林匹克公园国家会议中心、奥林匹克公园中心景观及下沉广场等2008年北京奥运会工程，另外在中国其他城市设计了深圳文化中心、海南博鳌亚洲论坛、三亚喜来登酒店、浙江中国美术学院、新疆体育中心、河南省体育场、青岛国际帆船中心、广州站、南京南站、深圳宝安国际机场航站楼、昆明长水国际机场航站楼、福州海峡国际会展中心、上海世博会项目等。
北京市建筑设计研究院计划迁入北京城市副中心。《2021年北京城市副中心重大工程行动计划项目表》中的新开项目列有北建院总部项目，地上建设规模约7.15万平方米，建设内容为办公用房，为北京建筑设计研究院总部搬迁办公场所。